# Lars Øvrebø
Lars Oscar Øvrebø (15 luglio 1984) è un calciatore norvegese, centrocampista del Lille Tøyen.

## Carriera

### Club
Øvrebø iniziò la carriera professionistica con la maglia del Vålerenga, per cui esordì nella Tippeligaen il 29 settembre 2002: sostituì infatti Pa Modou Kah nella sconfitta casalinga per tre a zero contro il Molde.
Nel 2005, passò al Drøbak/Frogn. Nel corso del 2006, fu ceduto in prestito al Moss, per cui debuttò il 3 settembre 2006, schierato titolare nella vittoria per quattro a zero contro lo Haugesund. Il 5 novembre realizzò la prima rete per il club, nel pareggio per cinque a cinque contro il Bodø/Glimt.
Al termine della stagione, il trasferimento al Moss divenne a titolo definitivo. Nel 2014 riprese a giocare a calcio, con la maglia del Lille Tøyen.